# 滋野貞主
滋野 貞主（しげの の さだぬし）は、平安時代初期の公卿。姓は宿禰のち朝臣。尾張守・滋野家訳の次男。官位は正四位下・参議。

## 経歴
平城朝の大同2年（807年）に文章生に及第する。弘仁2年（812年）少内記、弘仁6年（815年）大内記と嵯峨朝にて内記を務めた。早くから詩才が認められ、勅撰漢詩集『凌雲集』に2首が採録されると、弘仁9年（818年）に撰上された『文華秀麗集』ではその編纂に参画している。弘仁11年（820年）外従五位下・兼因幡介、弘仁12年（821年）従五位下・図書頭に叙任される。
淳和朝に入ると、弘仁14年（823年）皇太子・正良親王の東宮学士に任ぜられ、また同年には父の家訳と共に宿禰姓から朝臣姓に改姓している。天長6年（829年）には従五位上に昇叙。天長4年（827年）漢詩集『経国集』20巻の編纂に主選者として参画し、天長8年（831年）古今の文書を分類した日本最古の百科事典『秘府略』1000巻（現存2巻）を撰集している。
天長10年（833年）学士として仕えた正良親王の即位（仁明天皇）に伴い正五位上と二階の加叙を受けると、承和元年（834年）従四位下、承和6年（839年）従四位上と順調に昇進する。またこの間、内蔵頭・宮内大輔・兵部大輔・弾正大弼・大蔵卿を務める傍ら、下総守・相模守・大和守・讃岐守と地方官を兼ねるなど、内外の多数の官職を歴任している。承和9年（842年）には参議兼式部大輔に任ぜられて公卿に列した。承和11年（844年）には私邸（城南宅）が西寺の南にあったところ、家人奴婢の殺生を避けるために、これを寺として慈恩寺を建立し、西寺の別院とした。貞主は座禅の合間に方々を巡り歩き、人々に慕われた。同年夏には上表して式部大輔の辞任を請うが許されなかった。承和12年（845年）『便宜十四事』を陳述するが、多くの事項が載っておらず、議論も行われなかったという。嘉祥2年（849年）春に尾張守を兼ねるが、この頃、大宰府の官人の能力が低く衰弊が日増しに甚だしくなっていたことから、貞主は以下の上表を行った。
大宰府は西国の要衝で、中国に非常に近く、東に長門を以て関とし、西に新羅に対する防ぎとしている。加えて、九ヶ国二島の郡県は遙かに遠いため、古より現在まで大宰府は重鎮となっている。また、古い記録を調べると、大唐・高麗・新羅・百済・任那らは悉く大宰府を頼りにして、入朝・朝貢・帰化を行ってきた。大宰府はいわゆる、諸藩の輻湊（集まるところ）で、本朝と諸外国の間の関門である。そのため、有徳の者を帥弐に、才能のある者を監典に任ずべきで、人材がいないなら弁官や式部省の官人から適切な者を選抜することになっている。しかし、近年はこれが絶えて行われず、噂を聞くに、大宰府の官人は目や口を閉じ人々を避けている、あるいは恥を忘れて財を貪り人々に過酷な取り立てを行っているため、府司や国宰はみな悲しみ嘆いている。もし、この状態を変えないならば、後悔も及ばないことになることを危惧している。私はこの噂を聞いて心から途方に暮れている。この噂に必ずしも信憑性があるとはいえないが、どうして憂いを覚えないことがあろうか。また聞くに、大宰少弐・小野恒柯と筑前守・紀今守が意見の相違で論争しているらしいが、物事を正すのに役立たない。
同年9月に宮内卿を兼ねる。またこの間の嘉承元年（848年年）山崎橋の修復のために派遣された安倍安仁・源弘に同行している。
嘉祥3年（850年）文徳天皇の即位に伴い正四位下に叙せられ、同年相模守を兼ねる。仁寿2年（852年）口吻に毒瘡を病み、詔により医薬を賜与されるが、葬儀は質素に行うようにとの遺戒を残して、まもなく慈恩寺西書院で没する。その死が伝わると哀惜しない者はなかったと伝えられる。仁寿2年（852年）2月8日卒去。享年68。最終官位は参議正四位下行宮内卿兼相模守。

## 人物
身長が6尺2寸（約188cm）の長身。元来度量があった。生まれつき思いやりがあり情け深い性格で、話をする際に人を傷つけることのないよう気遣いがあった。また、人々を推挙してその能力に応じて引き上げたという。
長女の縄子は非常に穏やかな性格で立ち居振る舞いも整っていたことから、仁明天皇の女御として殊に寵愛を受けて、本康親王・時子内親王・柔子内親王の3皇子女を産む。また、下の娘の奥子は容姿に優れて、文徳天皇の寵愛を受けるところとなり、これも惟彦親王・濃子内親王・勝子内親王の3皇子女を産んだ。こうして貞主の家は外孫として多数の皇子女を得て繁昌したが、これも貞主の思いやりがあり情け深い性格のおかげであると、世間の人々から評判になったという。

## 官歴
注記のないものは『六国史』による。
- 大同2年（807年） 日付不詳：文章生[4]
- 弘仁2年（811年） 2月：少内記[4]
- 弘仁5年（814年） 日付不詳：見従七位上[5]
- 弘仁6年（815年） 正月：大内記[4]
- 弘仁8年（815年） 正月：蔵人（文章生）[4]。6月：大内記[4]
- 弘仁9年（818年） 日付不詳：見従六位下[6]
- 時期不詳：正六位下
- 弘仁11年（820年） 正月7日：外従五位下。正月11日：因幡介[4]
- 弘仁12年（821年） 正月7日：従五位下（内位）[4]
- 弘仁13年（822年） ○月15日：図書守、兼権介[4]
- 弘仁14年（821年） 正月：宿禰姓から朝臣姓に改姓[4]。4月28日：兼東宮学士[4]
- 天長元年（824年） 9月：兼因幡介[4]
- 天長6年（829年） 正月7日：従五位上
- 天長9年（832年） 正月：兼下総守[4]
- 天長10年（833年） 3月6日：正五位上（越階）。3月13日：内蔵頭。12月7日：宮内大輔、下総守如故
- 承和元年（834年） 正月7日：従四位下。7月1日：兼相模守[4]。10月25日：賜山城国愛宕郡空閑地6町
- 承和2年（835年） 8月14日：兵部大輔、相模守如故
- 承和5年（838年） 11月20日：弾正大弼
- 承和6年（839年） 正月7日：従四位上。正月11日：兼大和守
- 承和7年（840年） 8月22日：大蔵卿
- 承和8年（841年） 正月13日：兼讃岐守
- 承和9年（842年） 正月13日：兼式部大輔、讃岐守如故。7月25日：参議、式部大輔讃岐守如元
- 承和10年（843年） 11月16日：校大和国田使長官
- 承和11年（844年） 10月3日：班大和国田使長官。11月14日：兼勘解由長官
- 承和13年（846年） 11月：止勘解由長官
- 嘉祥2年（849年） 春：兼尾張守。9月26日：兼宮内卿
- 嘉祥3年（850年） 4月17日：正四位下。8月5日：兼相模守
- 仁寿2年（852年） 2月8日：卒去（参議正四位下行宮内卿兼相模守）

## 系譜
- 父：滋野家訳[2]
- 母：紀氏
- 生母不明の子女
  - 男子：滋野善蔭？
  - 男子：滋野善法？
  - 男子：滋野善根？
  - 長女：滋野縄子[2] - 仁明天皇女御
  - 女子：滋野奥子[2] - 文徳天皇宮人
  - 女子：滋野直子？ - 光孝天皇更衣
  - 女子：藤原吉備雄室？